# Berg (Forstinning)
Berg ist ein Ortsteil der Gemeinde Forstinning im Landkreis Ebersberg in Bayern, Regierungsbezirk Oberbayern. Die Einöde liegt oberhalb einer Anhöhe, östlich der Forstinninger Sempt. Die Straße nach Berg zweigt von der kleinen Straße zwischen Sempt und Wagmühle ab, die von Süden aus Forstinning kommt.

## Geschichte
In Berg stand früher ein römischer Hof aus gebrannten Lehmziegel. Hier verlief die Römerstraße nach Regensburg, die weiter südlich auf die Römerstraße zwischen Augsburg und Wels traf.
Ende des 19. Jahrhunderts brannte der Hof ab und wurde wieder neu aufgerichtet.

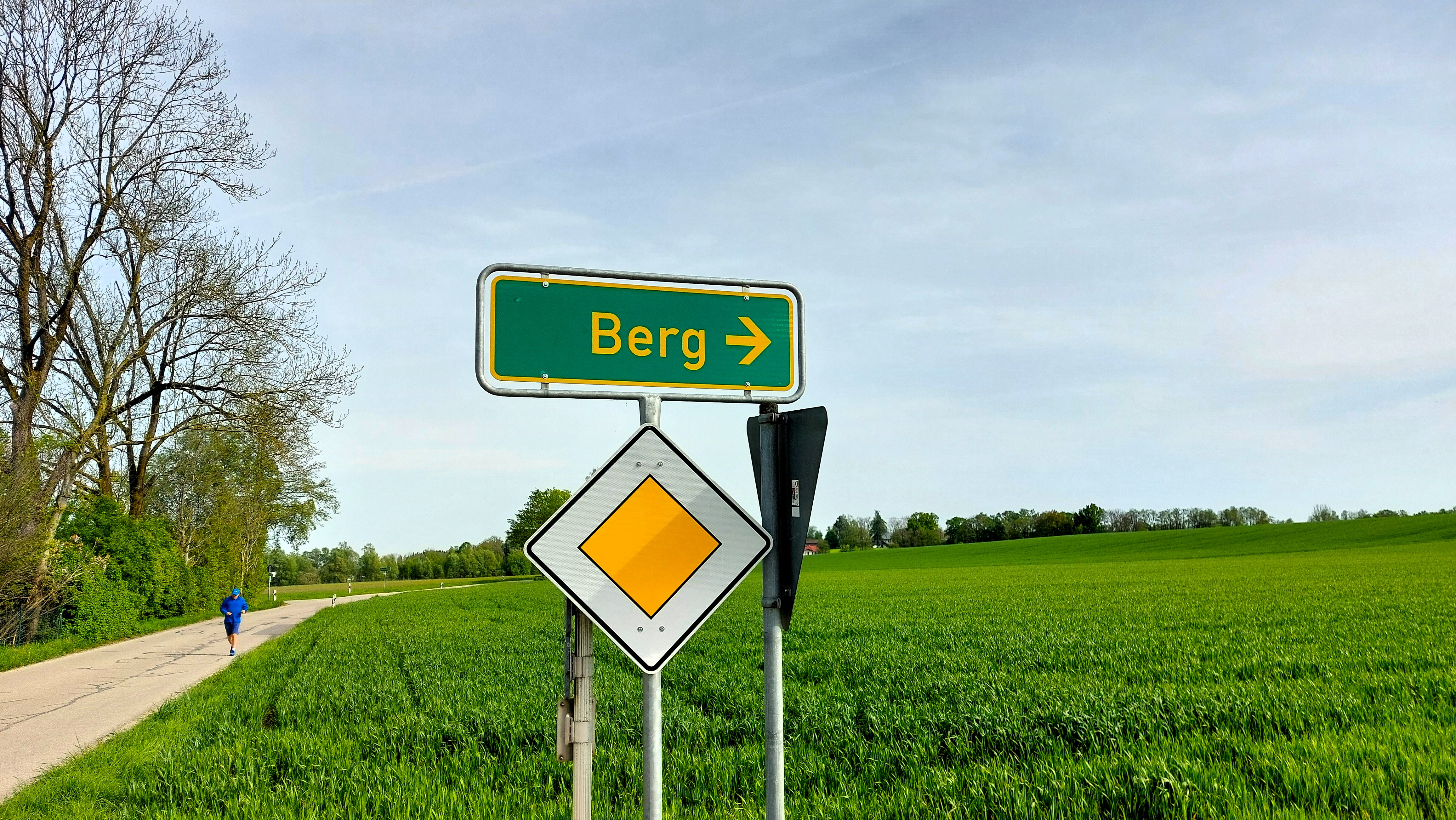
Abzweigung nach Berg
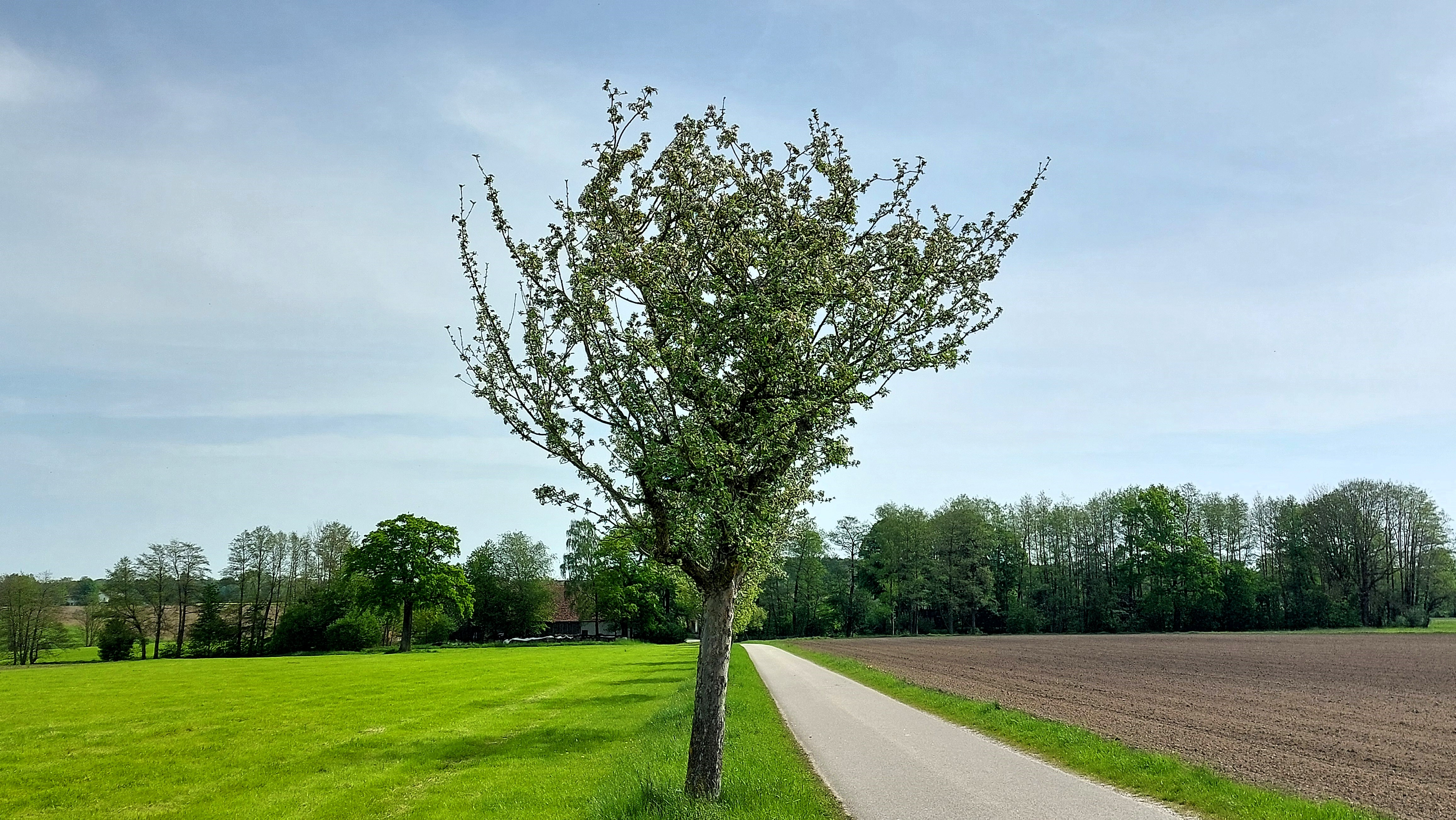
Straße nach Berg
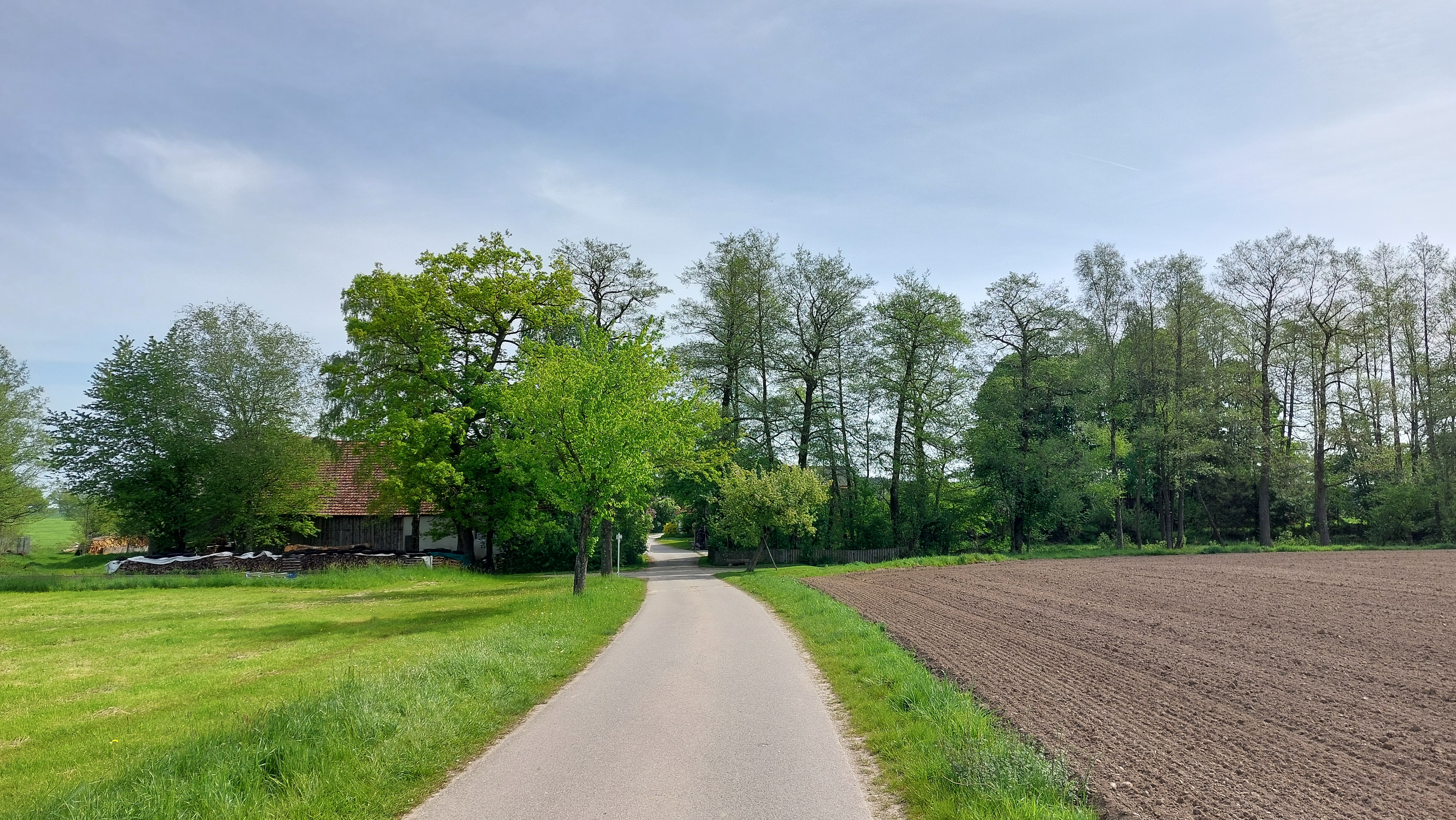
Vor Berg
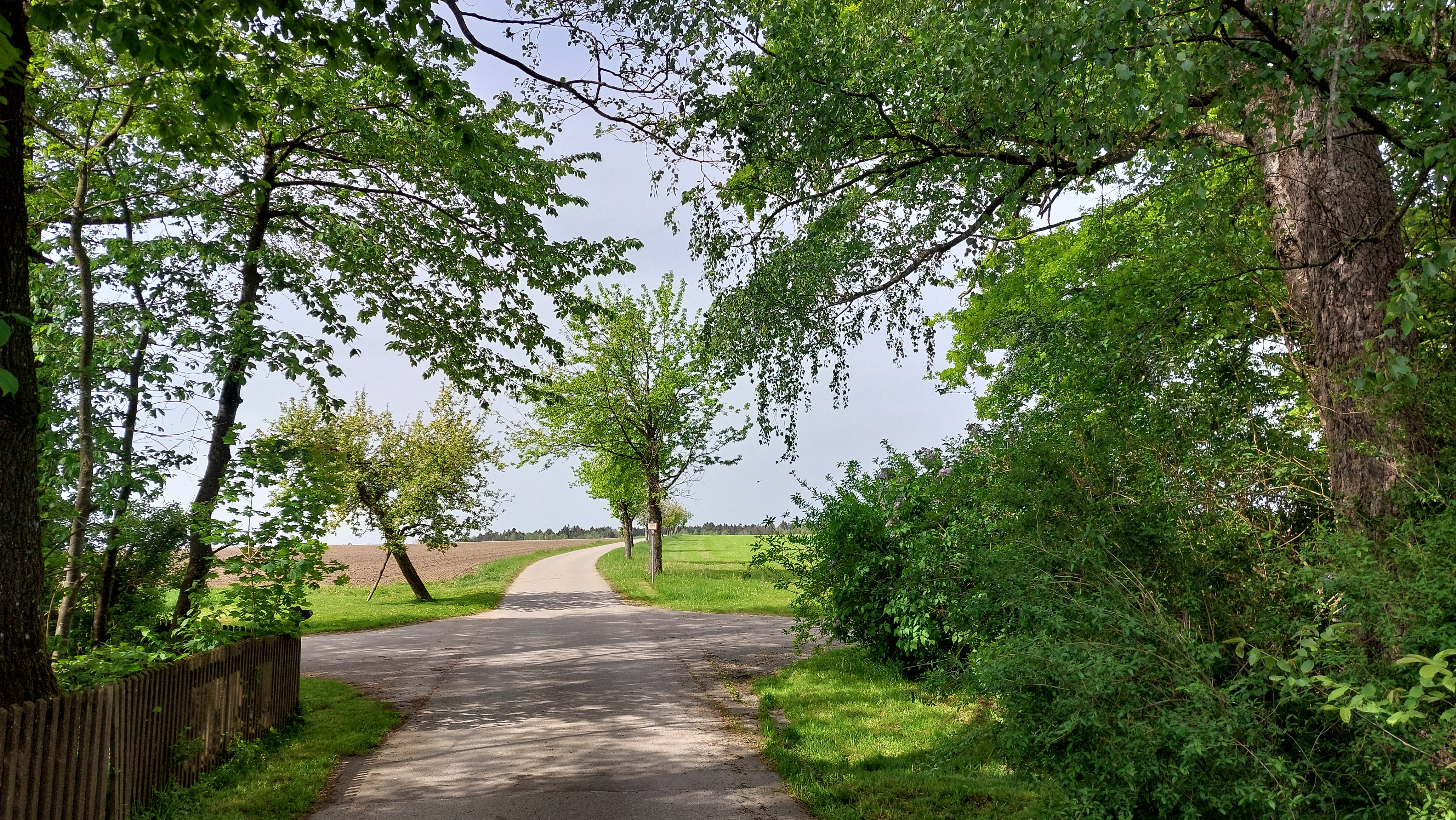
Von Berg raus in Richtung Sempt